# Streetlight
Streetlight är ett svenskt AOR-rockband från Jönköping. Johannes Häger är frontfigur och huvudsaklig låtskrivare. Bandet startade när Häger och en vän till honom skickade en låt till Journey som höll på att spela in en ny skiva. Journey valde att inte ta med den på skivan så istället valde Häger att spela in den själv med lokala musiker. Utöver Journey så hämtar Streetlight inspiration från band som Toto, Kansas och Survivor.

## Medlemmar
- Johannes Häger (sång, gitarr)
- John Svensson (klaviatur)
- Erik Nilsson (trummor)
- Filip Stenlund (gitarr)
- Johan Tjernström (bas)

## Diskografi

### Studioalbum
- 2023 – Ignition
- 2025 – Night Vision